# Limnophora lispoides
Limnophora lispoides är en tvåvingeart som först beskrevs av Fritz Isidore van Emden 1951.  Limnophora lispoides ingår i släktet Limnophora och familjen husflugor. Inga underarter finns listade i Catalogue of Life.